# Kurt Riedesel zu Eisenbach

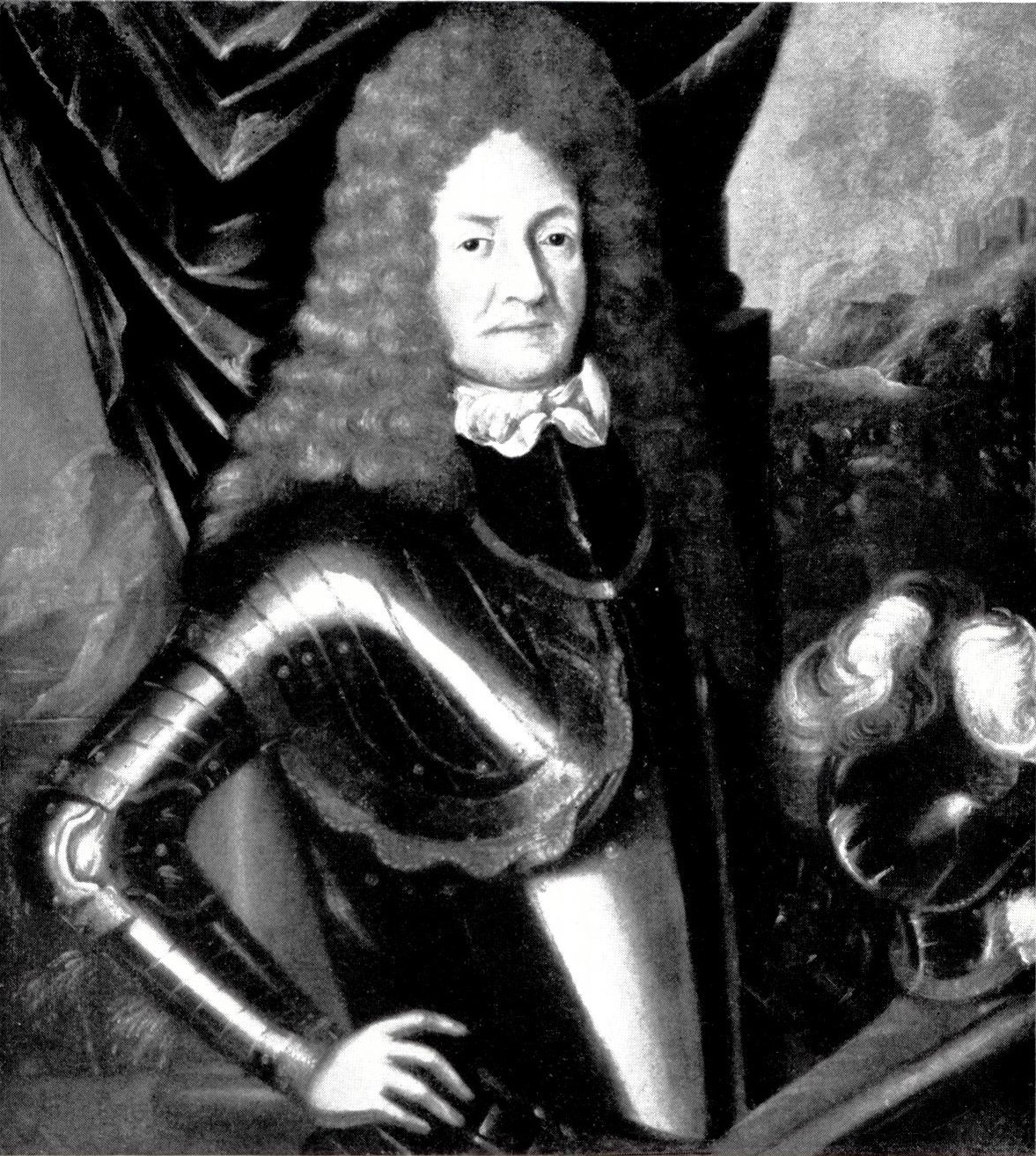
Kurt Riedesel zu Eisenbach

Kurt VI. Riedesel zu Eisenbach (* 1603; † 27. Mai 1665 auf Schloss Ludwigseck) aus der Ludwigsecker Linie der späteren (ab 1680) Freiherren Riedesel war von 1640 bis 1665 Erbmarschall der hessischen Landgrafen.

## Familie
Kurt Riedesel war ein Sohn des Erbmarschalls Volprecht IV. Riedesel zu Eisenbach (1578–1632) und dessen erster Ehefrau Sidonie von Dörnberg (* 13. Juli 1578 in Hausen; † 8. Juli 1824 in Treysa).
Kurt Riedesel hatte die Schwestern Anna (1602–1625) und Anna Catharina (1612–1665) und aus des Vaters zweiter Ehe den Halbbruder Wilhelm Georg (1627–1667) und die Halbschwester Apollonia (* 1629).
Er heiratete am 23. Juni 1627 in Merlau Johanette geborene von Lehrbach, die älteste Tochter Melchiors III. von Lehrbach und dessen Frau Dorothea geborene von Lauter. 
Aus der Ehe gingen vier Söhne und fünf Töchter hervor. Volprecht Riedesel zu Eisenbach (Erbmarschall, 1628) wurde 1691 Erbmarschall. Weitere Söhne waren Hermann XIV. Riedesel (* 1629), Hermann Adolf Riedesel (1629–1707) und Johann XVI. Riedesel (gestorben wohl 1629). Die Töchter waren Anna (gestorben 1704), Appollonia (1639–1641), Hedwig (1640– nach 1695 und vor 1718), Sidonia (1641– vor 1683) und Veronika (1644–1687).

## Leben
Kurt Riedesel erhielt Privatunterricht durch einen Präzeptor  und machte nach seinen Universitätsstudien eine Kavalierstour durch Holland, von der er 1622 zurückkehrte. Er wurde Obristleutnant. Mit dem Tod seines Vetters Georg erbte er 1640 die Würde eines Erbmarschalls und die Herrschaft Riedesel.